# Saturn devorant un fill
El quadre Saturn devorant un fill era originalment una pintura mural, a l'oli sobre guix, que va formar part de la decoració dels murs de la casa que Francisco de Goya va adquirir el 1819, a la finca anomenada la Quinta del Sordo. Pertany a la sèrie de les Pintures Negres.
L'obra, juntament amb la resta de les «Pintures Negres», va ser traslladada de la paret a llenç a partir de 1874 per Salvador Martínez Cubells per encàrrec de Frédéric Émile d'Erlanger, un banquer francès, d'origen alemany, que tenia la intenció de vendre-les a l'Exposició Universal de París de 1878. Tanmateix, les obres no van atreure compradors i ell mateix les va donar, el 1881, al Museu del Prado, on actualment s'exposen.
Ocupava un lloc a l'esquerra de la finestra, al mur del costat est, oposat a l'entrada del menjador de la planta baixa de la Quinta del Sordo.
Representa el déu Cronos, com és habitual indiferenciat de Saturn en la mitologia romana, en l'acte de devorar a un dels seus fills. La figura era emblema al·legòric del pas del temps, ja que Saturn es menjava els fills acabats de néixer de Rea, la seva dona, per temor a ésser destronat per un d'ells.

## Anàlisi del quadre

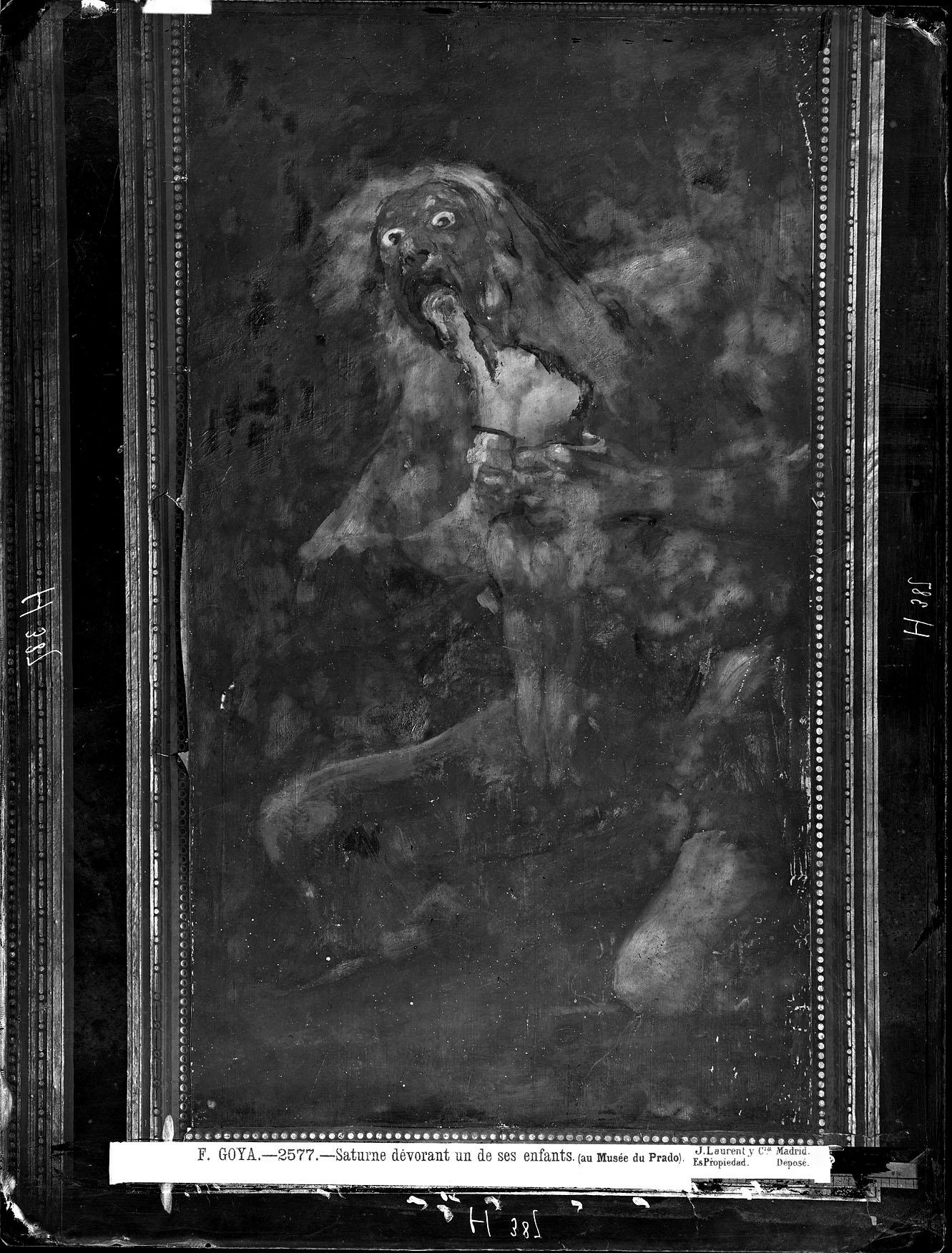
Fotografia de Jean Laurent, de la pintura mural Saturn, a la casa de Goya, l'any 1874. Aquesta pintura estava emmarcada per un marc de paper.

Amb expressió terrible, Goya situa l'espectador davant l'horror caníbal de les boques obertes, els ulls en blanc, el gegant revellit i la massa del cos sanguinolent del seu fill. El quadre no només al·ludeix al déu Saturn, que immutable governa el curs del temps, sinó que també era el rector del setè cel i patró dels septuagenaris, com ho era ja Goya.
L'acte de menjar-se al seu fill s'ha vist, des del punt de vista de la psicoanàlisi, com si fos una figuració de la impotència sexual, sobretot si es posa en relació amb un altre dels frescs que decoraven l'estada, Judit matant Holofernes, tema pictòric en el que la bella jove jueva Judit invita un banquet libidinós al vell rei assiri Holofernes, aleshores en guerra contra Israel i, després d'unir-se sexualment a ell, el decapita.
El fill devorat, amb un cos ja adult, ocupa el centre de la composició. Igual que a la pintura de Judit i Holofernes, un dels temes centrals és el del cos humà mutilat. I no només hi està el cos atroç del nen, sinó també les cames del déu sumides a partir del genoll en un buit immaterial, en la negror, mitjançant l'emmarcament escollit i la il·luminació de clarobscur extraordinàriament contrastada. Empra una gamma de blancs i negres, aplicada en taques de color grosses, només trencada per l'ocre de les carnacions i la flama fúlgida en blanc i vermell de la carn viva del fill.